# Karl-Gustaf Vingqvist
Karl-Gustaf Vingqvist  (Svédország, Örebro megye, Laxå község, Tived, 1883. október 15. – Svédország, Skåne megye, Lund község, 1967. november 19.) olimpiai bajnok svéd tornász.
Részt vett az 1908. évi nyári olimpiai játékokon, egy torna versenyszámban, a csapat összetettben és a svéd válogatottal aranyérmes lett.
Klubcsapata a Stockholms GF volt.